# Entwine
Entwine jest fińskim zespołem gothic metalowym, założonym w 1995 w mieście Lahti. Jego twórcami byli: Aksu Hanttu, Toma Mikkola i Teppo Taipale.
Początkowo Entwine było zespołem deathmetalowym. W ciągu dwóch lat od założenia, muzyka Entwine stała się dużo bardziej melodyjna, zespół znalazł swoją drogę. W związku z tym, jesienią 1997 do zespoły dołączył Panu Willman, który był odpowiedzialny za wokal i gitarę. Na początku 1998, w lutym, do zespołu dołączyła keyboardzistka Riitta Heikkonen. Debiutancki album Entwine, The Treasures Within Hearts ukazał się we wrześniu 1999. Pomimo sukcesu, jaki odniosła płyta, Willman opuścił grupę w kwietniu 2000. Mniej więcej w tym samym czasie reszta zespołu zadecydowała o przyjęciu do grupy nowego basisty, został nim Joni Miettninen. W maju do zespołu dołączył nowy wokalista Mika Tauriainen. Po trzech miesiącach intensywnych prób ukazał się następny album grupy Gone.
W 2001 do zespołu dołączył Jaani Kähkönen jako sesyjny gitarzysta, ale szybko stał się częścią zespołu, wypełniając miejsce po Willmanie.
Trzeci album Entwine, Time of Despair ukazał się w roku 2002, wkrótce po jego wydaniu zespół wyruszył w trasę z Ram-Zet i Theatre of Tragedy. Dwa lata później, w 2004, ukazał się kolejny album Entwine DiEversity.

## Muzycy
| Ostatni skład zespołu - Mika Tauriainen – śpiew - Tom Mikkola – gitara - Jaani Kähkönen – gitara - Joni Miettinen – gitara basowa - Aksu Hanttu – perkusja |  | Byli członkowie zespołu - Panu Willman – śpiew, gitara - Riitta Heikkonen – instrumenty klawiszowe - Teppo Taipale – gitara basowa |

Oś czasu

## Dyskografia
| The Treasures Within Hearts             | - Data: 1999 - Wydawca: Spikefarm Records                | –  |
| Gone                                    | - Data: 24 lipca 2001 - Wydawca: Century Media Records   | 18 |
| Time of Despair                         | - Data: 25 czerwca 2002 - Wydawca: Century Media Records | 24 |
| DiEversity                              | - Data: 15 marca 2004 - Wydawca: Century Media Records   | 11 |
| Fatal Design                            | - Data: 4 września 2006 - Wydawca: Spikefarm Records     | 11 |
| Painstained                             | - Data: 17 lutego 2009 - Wydawca: Spinefarm Records      | 9  |
| Rough n' Stripped                       | - Data: 23 czerwca 2010 - Wydawca: Spinefarm Records     | 37 |
| Chaotic nation                          | - Data: 2 października 2015 - Wydawca: Spinefarm Records | 28 |
| „–” oznacza, że album nie był notowany. |                                                          |    |

| Tytuł  | Dane dot. albumu                                      | Pozycja na liście |
| Tytuł  | Dane dot. albumu                                      | FIN               |
| ------ | ----------------------------------------------------- | ----------------- |
| Silver | - Data: 10 sierpnia 2005 - Wydawca: Spinefarm Records | 11                |

| "New Dawn"                               | 2000 | 10 |
| "The Pit"                                | 2002 | 6  |
| "Bitter Sweet"                           | 2004 | 2  |
| "Surrender"                              | 2006 | 6  |
| "Chameleon Halo"                         | 2006 | 15 |
| "Strife"                                 | 2009 | –  |
| "Save Your Sins"                         | 2010 |    |
| "Plastic World"                          | 2015 |    |
| „–” oznacza, że singel nie był notowany. |      |    |